# Јаков Железоборовски
Јаков Железноборовски (друга половина 14. века - 11./ 24. април 1442) - светитељ у лику преподобног Руске православне цркве.

## Живот
Монах Јаков Железноборовски био је син бојара Аносова (Амосова), који је поседовао земље у Галичу, Кострома. Од малих ногу, устремивши се Богу, дошао је у манастир Сергија Радоњешког и примио од њега монашки постриг. Живео је неколико година у Сергијевом манастиру, а 1392. повукао се у забачену област звану Железни Борок, на обали реке Тебзе. Овде се Јаков прославио светим начином живота.
1415. године велики кнез Москве Василиј Дмитријевич имао је несрећу. Његова супруга Софија Витовтовна се тешко разболела пре порођаја. Велики кнез је послао Јакова Железноборовског да затражи молитвену помоћ и да га обавести да ли ће његова жена преживети. Монах је одговорио да ће његова жена живети и родити сина и замоли кнеза да се помоли светомученику Лонгину. Све је добро завршило, а рођена беба Василиј је на крају постала велики кнез Василиј Васиљевич.
У знак захвалности за помоћ, кнез Василиј Дмитријевич је донирао Јакову велику суму новца за изградњу манастира са храмом, а убрзо је на обалама Тебзе настао нови православни манастир под називом Железноборовски. Године 1429, након напада Татара, манастир је разрушен  и монах Јаков је морао да обнови манастир. Монах је са братијом подигао цркву у име Светог Николе и ископао кућне баре. Новоизграђени манастир почео је да живи по строгим правилима преузетим из манастира Сергија Радоњешког. Током гладних година, салаш је хранио многе сиромашне људе.
Много година касније братија манастира је молила Светог Јакова да прими чин игумана. Као веома стар човек, свети Јаков Железноборовски упокојио се у свом манастиру и сахрањен у цркви Јована Крститеља.

## Канонизација
Званично црквено успостављање локалног сећања на Јакова Железноборовског догодило се пре 1628. године, а прва црквена капела посвећена сећању на Јакова постојала је већ 1635. године (у цркви Бориса и Глеба града Галича). Познато је око 50 случајева исцељења болесника код моштију Светог Јакова Железноборовског, међу којима су били опседнути Нифон и монах Теодосије, који су парализовани лежали три године и оздравили тек пошто је дао обећање код моштију светитеља да не излази из манастира. Са овим догађајима било је повезано и сликање посебне иконе Светог Јакова, на којој су приказана најпознатија исцељења. Након затварања манастира у годинама совјетске власти, икона је нестала. Раније се дан Светог Јакова Железноборовског обележавао 1. децембра и био је посвећен обнови икона светитеља.
Мошти светог Јакова пронађене су сачуване 5. маја 1613. године. Тренутно почивају сакривени иза леве певнице Саборне цркве манастира.